# Manuel de Santo António
Manuel de Santo António foi um bispo de Malaca e um administrador colonial português que exerceu o cargo de Governador no antigo território português subordinado à Índia Portuguesa de Timor-Leste entre 1719 e 1722, tendo sido antecedido por Francisco de Melo e Castro e sucedido por António de Albuquerque Coelho.